# 李紳
李紳（772年—846年7月29日），字公垂，唐亳州（今屬安徽）人，生於烏程（今浙江湖州），長於潤州無錫（今屬江蘇）。唐朝大臣，曾參與牛李黨爭。亦為詩人，文學上，參與新樂府運動。

## 簡介
李紳生於唐大曆七年（772年），曾祖父李敬玄，祖父李守一籍安徽亳州。父李晤，历任金坛、乌程（今浙江吴兴）、晋陵（今江苏常州）等县令，携家来无锡，定居梅里抵陀里（今江苏无锡东亭长大厦村）。李绅六岁时，死了父亲，由母亲教育经义之书。他长得形狀眇小，但是很精悍，能為歌詩。15歲時讀書於惠山。與元稹、白居易共倡“新樂府” 詩體，史稱“新樂府運動”。
元和元年（806年）进士，补国子监助教。润州观察使李锜聘为从事，不願隨其叛亂，錡欲殺之，未果，後錡伏誅，乃得拜右拾遺。元和七年擔任校書郎。歷官翰林學士，轉任右補闕，与李德裕、元稹同时号“三俊”，後捲入牛李黨爭。長慶元年（821）三月，改為司勛員外郎、知制誥。二年二月，破格升任中書舍人，入中書省。长庆四年（824年）李党失势，受李逢吉排擠被貶為端州（今廣東肇慶）司馬。
宝历元年（825年）改任江州（今江西九江市）刺史，不久迁滁州、寿州刺史，又改授太子宾客分司东都。
太和七年，李德裕拜相，任李绅為浙东观察使。开成元年（836年）任河南尹，歷任汴州刺史、宣武军节度使、宋亳汴颖观察使。开成五年（840年）任淮南节度使。不久入京拜相，官至尚书右仆射门下侍郎，封赵国公。
李绅为官有政绩，但處於牛李黨爭之下，建树不大。会昌四年（844年）因中風辭職，又出任淮南节度使，“以旧宰相镇一方，恣威权”，百姓“惧罹不测，渡江淮者众矣”。
李绅在扬州時還经手“江都尉吴湘冤案”，李绅誤信扬州都虞侯刘群之言，将江都县尉吴湘逮捕下狱，以 贪污、强娶民女罪，判處死刑。後來朝廷命御史崔元藻前往扬州复查，發現吴湘贪赃属实，强娶民女罪不实，奏称吴湘罪不至死。李德裕袒护李绅，无故贬斥崔元藻，最後吴湘仍被處以死刑。
會昌六年七月初三日（846年7月29日），病逝扬州。李绅的作品短小精悍，於诗最有名，时号「短李」。

## 文學
《全唐詩》錄《追昔游诗》3卷、《杂诗》1卷。詩作中以《悯农》最为著名。

## 軼事
李绅脾气急躁，蔑视僧人，“必问难锋起，祗应不供者，多咄叱而出”，有僧人向李绅宣传因果报应。他问：“师父从何处来？”僧以話頭禪答：“贫僧从我来的地方来。”李绅将他鞭打二十下，说：“那我讓你從該走的地方回去！”

## 子孙
- - 李無逸，算曹博士
    - 李復圭
      - 李肱
- 李乾祐，建州刺史
  - 李羔，容管經略判官
    - 李昊
      - 李孝連

## 延伸阅读
[在维基数据编辑]
 在维基文库阅读此作者作品
 《舊唐書/卷173》，出自刘昫《舊唐書》
 《新唐書·卷181》，出自《新唐書》